# Richard Steigmann-Gall
Richard Steigmann-Gall (né en 1965) est un professeur agrégé d'histoire à l'université d'État de Kent et a été directeur du programme d'études juives de 2004 à 2010. 

## Biographie
Il a obtenu une licence en histoire en 1989 et une maîtrise en Histoire européenne en 1992 à l'université du Michigan, ainsi qu'un doctorat en Histoire européenne en 1999 à l'université de Toronto. En 2003, il a publié The Holy Reich par l'intermédiaire de la maison d'édition anglaise Cambridge University Press, qui a exploré les conceptions nazies du christianisme. The Holy Reich soutient que le parti nazi n'était pas antichrétien au sens populaire, ni en aucun cas un mouvement païen. 
Explorant le concept de christianisme positif, Steigmann-Gall écrit que beaucoup de dirigeants du parti nazi croyaient qu'eux-mêmes et que leur mouvement était intrinsèquement chrétiens. Il soutient que le point 24 du programme du parti nazi de 1920 - qui stipule que « le parti en tant que tel représente le point de vue d'un christianisme positif sans se lier à une confession particulière » - était « plus que un stratagème politique ». Il était « au centre de la logique interne de leur vision du monde ». Steigmann-Gall souligne également le fait que certains membres de partis antichrétiens se sont battus pour « effacer l'influence chrétienne du nazisme » et que le mouvement est devenu « de plus en plus hostile aux églises »
The Holy Reich a été traduit en espagnol, en portugais et en italien. Il a fait l'objet d'une vaste révision, qui a culminé avec un symposium sur le livre publié par la Revue d'histoire contemporaine en 2007. Dans une critique du livre publiée en 2003, l'historien John S. Conway écrit que Steigmann-Gall a présenté un « argument presque convaincant" et a eu « raison de souligner qu'il n'y a jamais eu de consensus parmi les principaux nazis sur la relation entre le Parti et le christianisme » mais que « le christianisme nazi a été éviscéré de tous les dogmes orthodoxes les plus essentiels. Ce qui restait, c'était l'impression la plus vague combinée à des préjugés anti-juifs »
Le 30 septembre 2009, Steigmann-Gall a été présenté sur History (chaîne de télévision américaine) dans un documentaire traitant les opinions religieuses d'Hitler,. 
Plus récemment, Steigmann-Gall a tourné son attention vers la question du fascisme aux États-Unis. Il a publié un article scientifique, « Star-Spangled Fascism », dans la revue Social History, qui explore les traditions de l'écriture historique américaine, et les façons dont l'extrême droite américaine de l'entre-deux-guerres peut être qualifié de fasciste en dépit de ses traditions. Et depuis plusieurs années, il se tourne vers les commentaires publics sur la question du fascisme dans la politique américaine contemporaine. On peut trouver ses articles à ce sujet dans le magazine Tikkun, le HuffPost, le Politico et le Jacobin. 